# 吉祥寺マイナー
吉祥寺マイナー（きちじょうじマイナー）は、かつて存在した日本のライブハウス。1978年3月7日から1980年9月28日までのわずか約2年半の存続期間ながら、前衛的なミュージシャンが多数集結し、1970年代後半のニューウェイヴ黎明期を象徴するスペースとして伝説化した。通称はマイナー、minor。店長はガセネタのドラマーを務めた佐藤隆史。

## 歴史

### マイナー誕生
佐藤隆史は1955年（昭和30年）香川県生まれ。高校中退後に上京し、絵の勉強を志す。その後、ジャズピアニストの山下洋輔に私淑し、音楽に傾倒。東京都練馬区の桜台にあったジャズ喫茶でアルバイトをしながら音楽活動に関わるようになる。
1978年3月7日、武蔵野市吉祥寺にジャズ喫茶「マイナー」を開店。開店の理由は、佐藤にとってジャズ喫茶が「暇で楽で接客が少ない職業」だったからである。
当初はコンテンポラリー・ジャズを中心とする王道のジャズ喫茶だったが、川田良の提案で同年6月からロックコンサートを週末に開催するようになり、店の性格は大きく変化する。この転換を契機として、マイナーには山崎春美、浜野純、大里俊晴、灰野敬二、金子寿徳、工藤冬里、大村礼子、ジュネ、高橋文子、竹田賢一、白石民夫、金野吉晃、園田佐登志、角谷美知夫ら、アート・ロックおよびフリー・インプロヴィゼーションの表現者が集まるようになり、現代音楽の演奏家だけでなく、パンク・シーンから逸脱した音楽家や舞踏家、演劇人、パフォーマンス・アーティストなども流入。パンク、ニューウェイヴ、ノイズ、フリー・ジャズ、即興演奏といった多様なジャンルが交錯する実験的な空間へと変貌を遂げた。
このような経緯により、マイナーは次第に前衛芸術やサブカルチャーの拠点として注目され、当時の東京アンダーグラウンド・シーンを象徴する場所の一つとして認識されるようになる。

### 荒廃と解体
なし崩し的にライブハウスと化したマイナーでは、演奏に不要なテーブルは店の端や外へ移され、壁の絵画、長椅子、カウンターなど喫茶店の内装も「ライブ向きでない」として次々に撤去された。開店の半年後には、まともなジャズファンは姿を消し、マイナーはジャズ喫茶としての機能を完全に喪失してしまう。こうした変化についてマイナーでウェイターを勤めていたガセネタのベーシスト・大里俊晴は「佐藤さんが僕らを受け入れて、週末に（マイナーで）ライブを入れることになった頃には、たむろしていたチンピラ・ロック小僧どもに荒らされて、既に見る影も無くなっていた。後は、廃墟へとひた走る崩壊の歴史だ」と述懐している。喫茶店としてのマイナーは誰の目から見ても明らかに荒廃の一途を辿っていった。
このあたりの変貌について『ミュージック・マガジン』1980年6月号で竹田賢一が次のようにリポートしている。
開店した当初は、壁には絵の額が飾られ、卓上には花が置かれ、カレーの味を誇る（?）小奇麗なジャズ喫茶だった。それが数ヶ月後には、かかるレコードも“ニュー・ジャズ、現代音楽、プログレッシヴ・ロック等の周辺”となり、自主コンサートにも場所を提供し始める。

もちろんコンサートの際にはテーブルなどが邪魔になるので、壁面に積み重ねられたり、廊下へ運び出されたりする。その情景がジャズ喫茶としてのマイナーの解体の始まりを告げていたのだろう。以後、コンサートやワークショップの比重がどんどん高まり、レコードがかかるのはそれらの合間のレコード・コンサートの時ぐらいになり、演奏の役に立たないテーブルや椅子やカンウター、厨房は次第に壊され、いつしかマイナーは“フリー・ミュージック・ボックス”と自らを規定するようになった。

更にスペースの変容が進み、床が剥がされ、冷蔵庫を除いて厨房がなくなり、折りたたみ椅子が置かれステージができた現在でもこの規定が生きているかはともかく、要するに誰もが勝手に音楽を作る（あるいは壊す）ことのできる箱となったのである。
また工藤冬里は次のように回想している。
そこには音楽的可能性なんて何もなかったですよ。とにかく、在るべき音楽の位置よりも必ず低い。普通、最低でもゼロなんだけど、マイナーでは何をやってもマイナスなんです。ドミソでも弾けば+0.01ぐらいにはなるわけだけど、そこまでもいかない。僕の場合だけかもしれないけど。僕らのような音楽は、他にできる場所がなかったんです。当時荻窪に住んでたんだけど、お金がないし、マイナーしか行く場所がなくて、いつも歩いて行ってた。で、帰り際、パン屋の裏に捨ててあるパンの耳とかを拾って食べてた。
当然まともな客は来なくなり、1日の平均客数はたったの7人程度だったという。マイナーに出入りしていた元『スタジオ・ボイス』編集長の松山晋也は「とにかくいつも客が圧倒的に少なかった。10人以下なんてのは普通。ひどい時は、バンド・メンバーの数より客数が少ないことも。特に『愛欲人民十時劇場』なんて、客が僕一人しかいなかったことも何度かあった」と回想している。
当時のマイナーのエピソードとして
- 灰野敬二が午前中にマイナーで練習している際、パトカーがやってきて「女が首を絞められ、のた打ち回っているような悲鳴が聞こえた」という通報があったと警察官が話した[1]。
- 店内の装飾を担当した小西ヤスが天井に殺した鶏を吊るして焼きそばを焼いていた[1]。
- オッド・ジョンの田中トシが持ち込んだ鶏がステージ下に棲み着き、数日後、苦労の末に捕獲された際には卵を流産しており、透明のグチュグチュとした未熟卵に中途半端なひよこの姿があった[1][3]。
- フリクションのラピスが冷蔵庫にマイクを突っ込んで「今日は気分が乗らないので冷蔵庫が代わりに歌います」とだけ言い、あとは風景の映像を延々流し続けた[1]。

などなど伝説や逸話は数知れず、最終的に店内は床板も剥がされ厨房も破壊され、殺風景な打ちっ放しコンクリートのみが広がっていたという。
こうしてマイナーは小奇麗なジャズ喫茶から名実ともに日本一マイナーでアンダーグランドなフリー・ミュージック・スペースへと変貌を遂げた。マイナー末期には、額をカミソリで切り流血、放尿、生きたままのニワトリやシマヘビを食いちぎり、自らの小便を口に含んで客に吹きかけるなど過激なライブパフォーマンスを展開していた江戸アケミの財団呆人じゃがたらや、観客に豚の臓物や汚物・爆竹などを投げ込み、全裸になってオナニーをするなど過激なパフォーマンスで脚光を浴びた遠藤ミチロウのザ・スターリンも演奏を行うようになり、マイナーは日本のパンク・ロックシーン黎明期の混沌を象徴する伝説的ライブ喫茶として、東京地下音楽の総本山的な地位を確立しつつあった。
佐藤自身も1978年7月から年末までワーストノイズの演奏メンバーに参加し、10月以降はガセネタのメインドラマーとして演奏活動を行った。また佐藤は音楽活動と並行して、1979年2月9日から4月1日まで毎週末深夜にシリーズコンサート「うごめく・気配・きず」をマイナーで開催。同コンサートでは、ガセネタ、不失者、ワーストノイズ、黒涯蒼、TOKYO、オッド・ジョン、火地風水の7バンドをレギュラーに招き入れた。

### 十時劇場、そして崩壊へ
1979年3月30日のライブを最後にガセネタは解散。
その後、マイナーでは「剰余価値分解工場」「愛欲人民十時劇場」など実験的なイベントが開催された。特に1980年2月6日から9月28日まで開催されたライブシリーズ「愛欲人民十時劇場」では、毎週水・木・金曜の営業終了後（22〜24時）に、一晩一組のアーティストが即興演奏やパフォーマンスを行った。このイベントには多様なメンバーが集まり、のちにTACOへと発展したほか、同コンサート末期の音源は1980年12月にオムニバス盤『愛欲人民十時劇場』としてリリースされている（特典はアルミ箔に包まれた人間の大便）。マイナーからは新たなムーブメントが芽生えつつあったが、慢性的な赤字、隣接するパブからの騒音苦情、出入りする怪しい人物を巡るビル関係者からの再三の圧力が重なり、佐藤は運営を断念。1980年9月28日、最終公演「愛欲人民十時劇場―九月毎夜うごめくマイナーの気配、そして傷。」（出演：山崎春美）をもってマイナーは閉店した。
閉店後、佐藤はインディーズレーベル「ピナコテカレコード」を発足。前述したオムニバス盤『愛欲人民十字劇場』や灰野敬二の初ソロアルバム『わたしだけ?』をリリースし、1983年には山崎春美、大里俊晴、坂本龍一、町田町蔵、遠藤ミチロウ、佐藤薫、工藤冬里、ロリータ順子らが参加した『タコ』をリリースする（同作は山崎春美が製作費の全額を負担して独自に企画・録音・製作し、ピナコテカレコードは内容に関与せず配給のみを担当した）。同作は3000枚までプレスされ、当時の自主制作盤としては異例の売り上げを記録するが、収録曲中の「きらら」「赤い旅団」の歌詞（作詞は山崎春美）に部落差別と障害者差別にあたる表現があるとの指摘を受け、佐藤の判断で販売停止・自主回収となる。後に佐藤は部落解放同盟や障害者団体とのやり取りをピナコテカレコードのフリーペーパー『アマルガム』やその拡大版『インディペンデント・ジャーナル』に一方的謝罪ではなく新たな議論を呼びかける形で公表した。
だが、リリース予定であった竹田賢一の率いるユニット『A-Musik』のレコード製作が難航し、資金繰りが悪化。レーベルは解散した。その後、佐藤は音楽業界を離れ、悠々自適の貧乏生活を送りつつ、プロカメラマンやパイロット免許の取得を経て、2010年頃に文京区の小学校警備員になったが、現在は退職している（その後の消息は不明）。
大里によれば佐藤は「楽器の即習得や改造」「図画」「現像」「配管工事」「和文タイプライターの打ち込み」など、何でもそつなくこなす天才肌だったが、唯一できなかったのが「喫茶店のマスター」であったという。その理由は、昼夜を問わず約40時間起き続けた後に20時間眠るという、体内時計に逆らった不規則な生活を送っていた為で、定期的な開店が事実上不可能だったからである。やがて起こされるのを嫌った佐藤は、電話機を押入れの奥にしまい込み、寝坊でライブを一方的にキャンセルされたパンクスたちは怒って壁のチラシを引き裂き、ドアに「死ね」と落書きして帰っていったという。大里は「エキセントリックなところのまるで無い、それでいてとても不思議な人間」と佐藤を評している。佐藤やマイナーのエピソードについては、大里俊晴の自伝的青春小説『ガセネタの荒野』や地引雄一編『EATER'90s インタビュー集: オルタナティブ・ロック・カルチャーの時代』に詳しい。